# Râul Șopot, Olt
Râul Șopot este un mic curs de apă, care traversează partea de vest a municipiului Slatina, și se varsă în contracanalul lacului de acumulare Slatina de pe Râul Olt. Albia râului este casetată pe o lungime de 0,8 km.